# Calyptronotum
Calyptronotum is een geslacht van vlinders van de familie tandvlinders (Notodontidae).

## Soorten
- C. confusum Roepke, 1944
- C. gualberta Schaus, 1928
- C. singapura Gaede, 1930